# Catapyrenium acervatum
Catapyrenium acervatum är en lavart som beskrevs av Breuss. Catapyrenium acervatum ingår i släktet Catapyrenium och familjen Verrucariaceae.   Inga underarter finns listade i Catalogue of Life.